# Platyarthrus haplophthalmoides
Platyarthrus haplophthalmoides là một loài chân đều trong họ Platyarthridae. Loài này được Arcangeli miêu tả khoa học năm 1932.